# Cabrils
Cabrils – gmina w Hiszpanii, w prowincji Barcelona, w Katalonii, o powierzchni 6,99 km². W 2011 roku gmina liczyła 7140 mieszkańców.